# Rinconada de Pelingara
Rinconada de Pelingara es un caserío peruano ubicado en el distrito de Las Lomas, perteneciente a la provincia y departamento de Piura, al norte del Perú. 

## Ubicación
Rinconada de Pelingara se ubica al norte de la provincia de Piura, en el distrito de Las Lomas, en el departamento de Piura.

## Demografía
En 2017 Rinconada de Pelingara tenía una población de 167 habitantes.
| Gráfica de evolución demográfica de Rinconada de Pelingara entre 1993 y 2017 |
|                                                                              |
| Fuentes: Población 1993 y 2017                                               |